# John Malecela
John Samuel Malecela (regio Dodoma, 20 april 1934) is een Tanzaniaans politicus. Hij was premier en vicepresident van Tanzania van 9 november 1990 tot en met 7 december 1994.

## Biografie
Malecela studeerde van 1955 tot 1959 bedrijfskunde aan de Universiteit van Mumbai. Hij was na terugkeer districtsbestuurder in de regio Mbeya en voltooide van 1961 tot 1962 een postdoctorale studie aan de Universiteit van Cambridge. Van 1963 tot 1964 was hij regionaal commissaris voor de regio Mwanza.
Van 1964 tot 1968 was Malecela ambassadeur in de Verenigde Staten en vertegenwoordiger van Tanzania bij de Verenigde Naties. Vervolgens was hij van 1968 tot 1969 ambassadeur in Ethiopië en vertegenwoordiger bij de Organisatie van Afrikaanse Eenheid. Hij was minister van Communicatie van 1969 tot 1971. Van 1972 tot 1975 was hij minister van Buitenlandse Zaken en vervolgens van 1975 tot 1980 minister van Landbouw. Daarna was hij tot 1985 achtereenvolgens minister voor Mijnen en Minister van Communicatie en Transport. Van 1989 tot 1990 was Malecela Hoger Commissaris in het Verenigd Koninkrijk.
Op 9 november 1990 volgde Malecela Joseph Warioba op als premier van Tanzania en bekleedde deze functie tot hij op 7 december 1994 werd opgevolgd door Cleopa Msuya. Hij was tegelijkertijd vicepresident van Tanzania. In 1995 werd hij lid van de Nationale Vergadering en vertegenwoordigde tot 2010 het kiesdistrict Mtera.
- Gemeinsame Normdatei: 1153852748
- Virtual International Authority File: 1242152080583307230009
- WorldCat: E39PBJqw3BTr8Pq93m49HHhfv3

Kawawa ·
Sokoine ·
Msuya ·
Sokoine ·
Salim ·
Warioba ·
Malecela ·
Msuya ·
Sumaye ·
Lowassa ·
Pinda ·
Majaliwa